# 城巴793線
城巴793線是香港的一條新界巴士路線，由城巴營運，來往將軍澳工業邨至蘇屋邨，途經日出康城、將軍澳市中心、調景嶺、九龍灣商貿區、新蒲崗、九龍城、馬頭圍、何文田、旺角及深水埗，並取道將軍澳隧道及觀塘繞道往返將軍澳及九龍，是由796C及796E線合併而成，是新巴最後一條開辦的全日服務路線。本線途經九龍全部五個行政區，因而獲冠名為「九龍東西線」。

## 歷史
有關此路線前身796C及796E線的發展沿革，詳見條目新巴796C線。
新巴及運輸署於《2022至2023年度巴士路線計劃》中，建議將796C及796E線合併成一條全新路線793，兩邊總站與原有796E線相同，惟由蘇屋開出後，取道原796C線相同走線至太子道東（富豪東方酒店），不再經廣利道、東京街及亞皆老街天橋，全日來回程並繞經九龍灣商貿區，當中星期一至五早上及傍晚各有一班班次繞經消防及救護學院。建議獲沿線多個區議會商討後獲得落實，於2022年8月21日起實施。
- 2023年7月1日：因應新巴城巴合併，本線改由城巴經營。
- 2023年9月25日：因應797M取消服務，本線增加繞經百勝角路特別班次和加設由將軍澳工業邨往健明邨之短途分段，往將軍澳方向增停太子道東「彩虹邨」站。[6][7]
- 2023年12月18日：星期一至六由蘇屋開出之頭班車時間提早至06:00。[8]
- 2025年1月13日：星期一至五由蘇屋開出的頭班車提早至05：40。[9]

## 服務時間及班次
| 將軍澳工業邨開   | 將軍澳工業邨開 | 將軍澳工業邨開 | 蘇屋邨開         | 蘇屋邨開    | 蘇屋邨開     |
| 日期             | 服務時間       | 班次（分鐘）   | 日期             | 服務時間    | 班次（分鐘） |
| ---------------- | -------------- | -------------- | ---------------- | ----------- | ------------ |
| 星期一至六       | 05:30-07:15    | 15             | 星期一至六       | 06:00-07:00 | 20           |
| 星期一至六       | 07:30          | 07:30          | 星期一至六       | 07:00-07:45 | 15           |
| 星期一至六       | 07:45-08:45    | 15             | 星期一至六       | 08:00-15:00 | 15           |
| 星期一至六       | 09:00-16:00    | 15             | 星期一至六       | 15:15-17:15 | 15           |
| 星期一至六       | 16:15-18:30    | 15             | 星期一至六       | 17:30       | 17:30        |
| 星期一至六       | 18:30-23:30    | 20             | 星期一至六       | 17:45-21:15 | 15           |
| 星期日及公眾假期 | 05:30-17:30    | 15             | 星期一至六       | 21:15-00:15 | 20           |
| 星期日及公眾假期 | 18:30-23:30    | 20             | 星期日及公眾假期 | 06:15-20:15 | 15           |
|                  |                |                | 星期日及公眾假期 | 20:15-00:15 | 20           |

- 註：

1. 啡字班次在星期一至五繞經消防及救護學院
2. 藍字班間逢 00 分開出之班次繞經消防及救護學院：
  1. 將軍澳工業邨：09:00-16:00
  2. 蘇屋邨開：08:00-15:00

## 收費
全程：$12.3
將軍澳工業邨開
| 落車站＼上車站 | 健明邨 或之前 | 蘇屋邨 或之前 |
| -------------- | ------------- | ------------- |
| 將軍澳工業邨起 | $5.8^         | $12.8         |
| 清水灣半島起   | $5.8^         | $10.7         |
| 麗晶花園起     | 不適用        | $6.3          |

蘇屋邨開
| 落車站＼上車站       | 常悅道 或之前 | 蓬萊路 或之前 | 將軍澳工業邨 或之前 |
| -------------------- | ------------- | ------------- | ------------------- |
| 蘇屋邨起             | $5.8^         | $9.9^         | $12.8               |
| 太子站起             | $5.8^         | $10.7         | $10.7               |
| 富豪東方酒店起       | $5.8^         | $10.3         | $10.3               |
| 將軍澳隧道巴士轉乘站 | 不適用        | $8.5          | $8.5                |
| 調景嶺站起           | $4.7          | $4.7          |                     |

- 有 ^ 之收費必須以八達通卡或指定交通二維碼繳付，並於下車前再次確認八達通或掃瞄二維碼，方可享有分段收費優惠。

| - 本線設有12歲以下小童及65歲或以上長者半價優惠。 - 65歲或以上香港居民使用「樂悠咭」，以及12歲以下合資格殘疾兒童使用「殘疾人士身份」個人八達通繳付車資，均可享有每程$2.0或半價（以較低者為準）的票價優惠；12至64歲合資格殘疾人士使用「殘疾人士身份」個人八達通（包括「樂悠咭」），以及60至64歲香港居民使用「樂悠咭」繳付車資，均可享有每程$2.0或全費（以較低者為準）的票價優惠。 - 65歲或以上長者如使用長者或一般個人八達通繳付車資，則只可享有半價優惠；12至64歲合資格殘疾人士如不使用「殘疾人士身份」個人八達通，以及60至64歲人士如不使用「樂悠咭」繳付車資，必須繳付全費。 - 乘客可以現金或八達通於上車時付款，不設找續。 - 每位成人乘客可免費攜帶最多兩名4歲以下而不佔座位的兒童乘客乘車，超額之4歲以下小童必須繳付小童車費乘車。 - 九龍巴士、城巴及龍運巴士全職員工及家屬（不包括外判職員）可免費乘搭本路線，惟必須拍職員或職員家屬八達通。 - 乘客亦可使用AlipayHK「易乘碼」、支付寶、 WeChatHK／微信支付「搭車碼」、銀聯雲閃付「乘車碼」及BOC Pay「乘車碼」、具有感應式支付功能的VISA、Mastercard及銀聯卡，以及Apple Pay、Google Pay及Samsung Pay流動支付平台繳付車資。使用此支付方式的乘客可享有中途下車之分段收費，以及與其他城巴獨營路線或聯營線城巴班次之轉乘優惠，惟不適用於與非城巴路線之轉乘優惠。使用此支付方式的乘客亦不能享有「公共交通費用補貼計劃」及「長者及合資格殘疾人士公共交通票價優惠計劃」。 |

### 八達通轉乘優惠
乘客登上本線後120分鐘內以同一張八達通卡轉乘以下路線，或從以下路線登車後120分鐘內以同一張八達通卡轉乘本線，次程可獲車資折扣優惠：
793←→694
- 793往蘇屋邨 → 694往小西灣，次程可獲$6.8折扣優惠
- 694往調景嶺站 → 793往將軍澳工業邨，次程車資全免

793←→792M、796S、796X
- 793往蘇屋邨 → 792M往西貢或796X往尖沙咀，次程可獲$4.3折扣優惠
- 792M往將軍澳站或796X往將軍澳工業邨 → 793往將軍澳工業邨，次程可獲$4.3折扣優惠
- 793往將軍澳工業邨 → 792M往西貢、796X往將軍澳工業邨，次程可獲$1折扣優惠
- 792M往將軍澳站或796X往將軍澳工業邨 → 793往蘇屋邨，次程可獲$1折扣優惠
- 793往蘇屋邨 → 796S往牛頭角站，次程車資全免
- 796S往將軍澳站 → 793往將軍澳工業邨，次程車資全免

793←→701、702
- 793往蘇屋邨 → 701或702往海麗邨，次程車資全免
- 701往旺角或702往又一城 → 793往將軍澳工業邨 ，回贈首程車資

## 使用車輛
此路線主要使用車輛為 Enviro500 12米（5518-5582）、Enviro500MMC 12、12.8米（5583-5719、5720-5749/5750-5851、6100-6209）、富豪B9TL 12米(5200-5224)。

#### 車務安排
鑒於將軍澳工業邨總站位置偏僻，交通不便，故本線安排車長於調景嶺站公共運輸交匯處進行交更或用膳。駕駛本線車長於下班或用膳前返抵將軍澳工業邨後，仍須負責駕駛巴士前往市區並沿途接載乘客直至調景嶺站，才由另一車長接續駕駛。因此，往蘇屋方向部分班次或須於調景嶺站公共運輸交匯處稍作停留，以便車長交接，交接期間乘客可逗留在車上。

## 行車路線
將軍澳工業邨開經：駿宏街、環保大道、百勝角路、環保大道、蓬萊徑、蓬萊路、環保大道、寶邑路、至善街、唐俊街、將軍澳站公共運輸交匯處、唐德街、唐賢街、唐明街、寶順路、翠嶺路、景嶺路、調景嶺站公共運輸交匯處、景嶺路、彩明街、景嶺路、寶順路、將軍澳隧道公路、將軍澳隧道、將軍澳道、觀塘繞道、宏照道、啟祥道、偉業街、觀塘道、太子道東、太子道西、亞皆老街、彌敦道、長沙灣道、東京街、保安道及長發街。
有粗體字之街道只限逢星期一至五（公眾假期除外）07:30班次及逢星期一至六（公眾假期除外）09:00-16:00時段逢00分開出之班次停靠

蘇屋開經：廣利道、長發街、保安道、興華街、青山道、大埔道、白楊街、長沙灣道、彌敦道、旺角道、洗衣街、亞皆老街、亞皆老街天橋、亞皆老街、太子道西、太子道東、觀塘道、偉業街、啟祥道、宏照道、常悅道、常怡道、宏照道、觀塘繞道、將軍澳道、將軍澳隧道、將軍澳隧道公路、寶順路、翠嶺路、景嶺路、調景嶺站公共運輸交匯處、景嶺路、唐明街、唐俊街、至善街、寶邑路、環保大道、百勝角路、環保大道及駿日街。
有粗體字之街道只限逢星期一至五（公眾假期除外）17:30班次及逢星期一至六（公眾假期除外）08:00-15:00時段逢00分開出之班次停靠
具體停站請參考資訊框。

## 客量
793線需繞經九龍灣商貿區，雖能開拓該區分別往返將軍澳南、深水埗及旺角的客源，卻導致行車時間大幅延長，競爭力不如需途經觀塘道的296C。現時將軍澳乘客主要乘搭本線前往九龍灣及旺角，往返新蒲崗、九龍城的乘客大多改搭更快捷的796X。新巴聲稱此線客量相對原有的796C線有顯著增長。惟在《2023-2024年度巴士路線計劃》中，此路線最繁忙一小時的載客率為68%，較796C線取消前的76%為低。